# 親衛隊二等兵
親衛隊二等兵（しんえいたいにとうへい）とはドイツ語の SS-SchützeとSS-Mann の訳語の一つであり、親衛隊狙撃兵とも訳される場合もある。武装SSはSS-Schütze、一般（アルゲマイネ）SSはSS-Mannの階級を用いり、親衛隊(ナチス)の最も低い階級である。
親衛隊一等兵の下に位置する。

襟章（1934–1945）
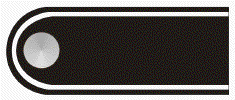
通常勤務服用肩章（1938‐1945）

親衛隊一等兵と違い、袖章が無い。